# Culicoides choochotei
Culicoides choochotei är en tvåvingeart som beskrevs av Kitaoka och Takaoka 2005. Culicoides choochotei ingår i släktet Culicoides och familjen svidknott.
Artens utbredningsområde är Thailand. Inga underarter finns listade i Catalogue of Life.